# Don Pedrito
Pedro Enrique Villalba García (Chorrillos, 2 de junio de 1946), conocido por su seudónimo Don Pedrito, es un cocinero, empresario, exmarino mercante y presentador de televisión peruano. Fue el primer cocinero peruano que tuvo un programa propio en la televisión peruana. 
Ganó reconocimiento por su frase icónica: «Cusi cusá» y por haber conducido el programa culinario La cocina de don Pedrito para la cadena Frecuencia Latina durante los años 1998 y 2000, así como sus derivados Viva la cocina para Viva TV y Cusi-nando con don Pedrito para el canal web Fama TV durante finales de 2010 y la década 2020.  
Ha recibido 1500 reconocimientos a lo largo de su trayectoria culinaria, incluyendo el Inkazteca International Awards en el año 2021.
En el ámbito empresarial, es el creador de la marca de arroces Cusi Cusá, con la colaboración de la empresa Induamérica Internacional, encargada de la fabricación de su producto.

## Biografía

### Primeros años e inicios
Nació el 2 de junio de 1946 en Chorrillos, distrito de la provincia de Lima, bajo el nombre completo de Pedro Enrique Villalba García. Desde los diez años, mostró su interés en la gastronomía. A pesar de recibir el rechazo de su madre por sus dotes culinarios, comenzó a trabajar en el Mercado Central de Lima como ayudante de cocina.
A los 17 años, Villalba se inscribió a la escuela de la Marina de Guerra del Perú, donde realizaría el oficio de sonarista y radarista. Tras descubrirse de su talento en la cocina, a los 19 años, fue enviado al Centro Recreación Huampaní, donde ha trabajado con cocineros internacionales, y se convirtió en cocinero profesional. Debido a los problemas económicos familiares, cubrió su servicio de marino mercante, y trabajó para la Corporación Peruana de Vapores, donde embarcó por 37 países.
Se mudó a Lima para lanzar su emprendimiento gastronómico, tras haber terminado su servicio marino.
En el año 1965, participó en el festival gastronómico organizado por el periodista Guido Monteverde, realizado en el parque El Olivar, durante las épocas de las cosechas de aceituna, consagrándose como ganador de la competencia, tras haber preparado una huaita de pollo. Sin embargo, cedió el primer lugar a Felipe Limay, también cocinero, ocupando así el segundo lugar finalmente. A partir de ese entonces, se muda a Málaga para trabajar en un restaurante español. Pero fue hasta el año 1976, cuando dio origen a su frase: «Cusi cusá», expresión derivada del idioma francés comme ci, comme ça, que se convirtió en su sello símbolo televisivo más tarde, mientras trabajaba en el restaurante peruano La Antorcha en Francia.

### La cocina de don Pedrito
En el año 1995, Villalba inicia su etapa televisiva bajo el seudónimo de Don Pedrito, en el cual ha conducido un programa culinario en la televisora local Canal 7 de Iquitos. Gracias a su éxito, fue invitado al programa televisivo de César Hildebrandt como entrevistado. Al poco tiempo, lanzó su segmento culinario en el magacín Gisela en América, gracias a la propuesta de Gisela Valcárcel, durante esa época.
En 1997, asumiría la conducción del segmento culinario La cocina de don Pedrito en el matinal Por la mañana para Frecuencia Latina, el cual Villalba alcanzaría al estrellato, cuya sinopsis es de formato recetario, además de añadir su frase en los cortes comerciales: «Un cusi cusá y ya estamos acá», para diferenciar a la frase del presentador Augusto Ferrando en su programa Trampolín a la fama. Tras el éxito, cambió de formato a programa propio con la misma dinámica en 1998. Durante esa época, ha recreado recetas deliciosas con precios bajos, debido a ese entonces a la crisis económica que sufrió durante la caída del gobierno de Alberto Fujimori. Con la llegada del empresario Baruch Ivcher a Frecuencia Latina, el programa fue cancelado en el 2000.
En el año 2006, Villalba se incursiona en la política, lanzando su candidatura al Congreso de la República del Perú por el partido Perú Ahora para las elecciones generales de ese año, sin conseguir el éxito.Anteriormente, fue militante del Partido Aprista Peruano.

### Posteriores proyectos
Durante la primera década del siglo XXI, encausó su fama en la televisión internacional, firmando un contrato exclusivo con las cadenas Telemundo y Telesur, con el mismo formato del antecesor peruano.
Tras su alejamiento de la televisión peruana, lanza su marca de arroces Cusi Cusá a inicios de los 2010. Fue contratado por el canal Viva TV para el lanzamiento de su programa Viva la cocina en 2019. Seguidamente, participó como colaborador del programa nocturno Al sexto día de Panamericana Televisión en 2020.
El 18 de diciembre de 2021, fue condecorado honoríficamente en los premios Inkazteca International Awards, en Bélgica, por su amplia trayectoria y aporte a la gastronomía peruana. En ese mismo año, asume la conducción de su programa Cusi-nando con don Pedrito para la televisora Fama TV, con la producción general de Selena Vizcarra en la actualidad.
Fue cocinero invitado del programa de prensa rosa peruano Amor y fuego en 2023. Además, ganó controversia por criticar al también chef y empresario Gastón Acurio por su «ingratitud», ya que Villalba fue su maestro gastronómico.
En el año 2023 participó ocasionalmente como chef invitado del magacín Arriba mi gente.
A partir de 2024, colabora con el espacio culinario Studio Cocina de Alacocina TV, conducido por el actor Gabriel Calvo y el cocinero Ernesto Noriega.

## Créditos

### Televisión
- Gisela en América (América Televisión; 1996), presentador del segmento culinario.
- Por la mañana (Frecuencia Latina; 1997), presentador del segmento culinario La cocina de don Pedrito.
- La cocina de don Pedrito (Frecuencia Latina; 1998-2000), presentador.
- Combinado (Panamericana Televisión; 2018), colaborador y parte del segmento culinario.
- Viva la cocina (Viva TV; 2019-2020), presentador.
- Al sexto día (Panamericana Televisión; 2020), colaborador.
- Entre tenedor (Willax Televisión; 2021), colaborador.
- Cusi-nando con don Pedrito (Fama TV; desde 2021), presentador.
- La banda del Chino (América Televisión; 2021), entrevistado.[17]
- Amor y fuego (Willax Televisión; 2023), chef invitado.
- Arriba mi gente (Latina Televisión; 2023-2024), colaborador y parte de la secuencia de cocina.
- Studio Cocina (Alacocina TV; 2025), colaborador.

### Programa web
- Don Pedrito Cusí Cusá (desde 2022), presentador.

## Reconocimientos
- Premio de Honor por parte de Inkazteca International Awards (2021).